# Bibliothèque et Archives Canada
Pour les articles homonymes, voir BAC, Bibliothèque et Archives nationales et Archives nationales (homonymie).
Bibliothèque et Archives Canada (BAC) est une institution du gouvernement du Canada destinée à conserver et diffuser différents documents produits au Canada. Elle est née en 2004 de la fusion de la Bibliothèque nationale du Canada et des Archives nationales du Canada.

## Description
Bibliothèque et Archives Canada a pour mission de conserver et diffuser le patrimoine documentaire du Canada et d'offrir un point d'accès unique aux textes et documents audiovisuels qui reflètent le développement du Canada. Les professionnels travaillant à Bibliothèque et Archives Canada guident les clients dans leur recherche d’informations en les conseillant sur l’usage des collections et en facilitant l’accès aux ressources. L'institution est localisée dans la région de la capitale nationale (Gatineau et Ottawa), et elle est dotée de bureaux à Winnipeg, Halifax et Vancouver.
Bibliothèque et Archives Canada est responsable des services publics suivants :
- centre canadien de généalogie ;
- centre d'apprentissage ;
- préservation ;
- ressources et services multiculturels ;
- services de gestion de l'information.

La partie centrale de l'immeuble d'Ottawa est dotée de 9 étages et les deux sections adjacentes en possèdent 4. Le Centre de préservation de Bibliothèque et Archives Canada est situé à Gatineau. Une phase 2 de cette infrastructure durable et de haute technologie est en cours de construction et son ouverture est prévue pour 2022. Dans la conception de cet édifice, une grande importance a été portée à la protection de l’environnement et à la minimisation des émissions de carbone.
Plusieurs nouvelles initiatives, notamment le développement des outils numériques, visent à élargir sa clientèle. Grâce au Co-Lab et au Numéri-Lab, les usagers peuvent numériser, étiqueter, traduire et décrire les documents. La consultation en ligne donne accès à de nombreuses ressources, alors que le nouveau catalogue de recherche (Voilà) contient les références de centaines d’autres institutions au Canada. Ce nouvel outil de recherche fut inauguré au début de l’année 2018 afin de faciliter la diffusion et le partage du patrimoine canadien. Avec une approche plus centralisée, le catalogue permet aux usagers d’avoir accès à une grande variété de documents. L’interface de Voilà (Aurora) se veut être plus actuelle et accessible que celles du catalogue précédent, AMICUS. Bibliothèque et Archives Canada entrepose et partage une grande variété de documents : livres, dessins, cartes, plans, documents audiovisuels, journaux, dossiers de généalogie, œuvres d’art, thèses universitaires, médailles, documents archivistiques restreints, publications du gouvernement fédéral, recensements, dossiers liés au patrimoine militaire canadien, collection philatélique, etc. Ceux-ci ont été créés au Canada ou ils sont relatifs au Canada (i.e.: le pays et ses habitants en sont le sujet principal).

## Histoire

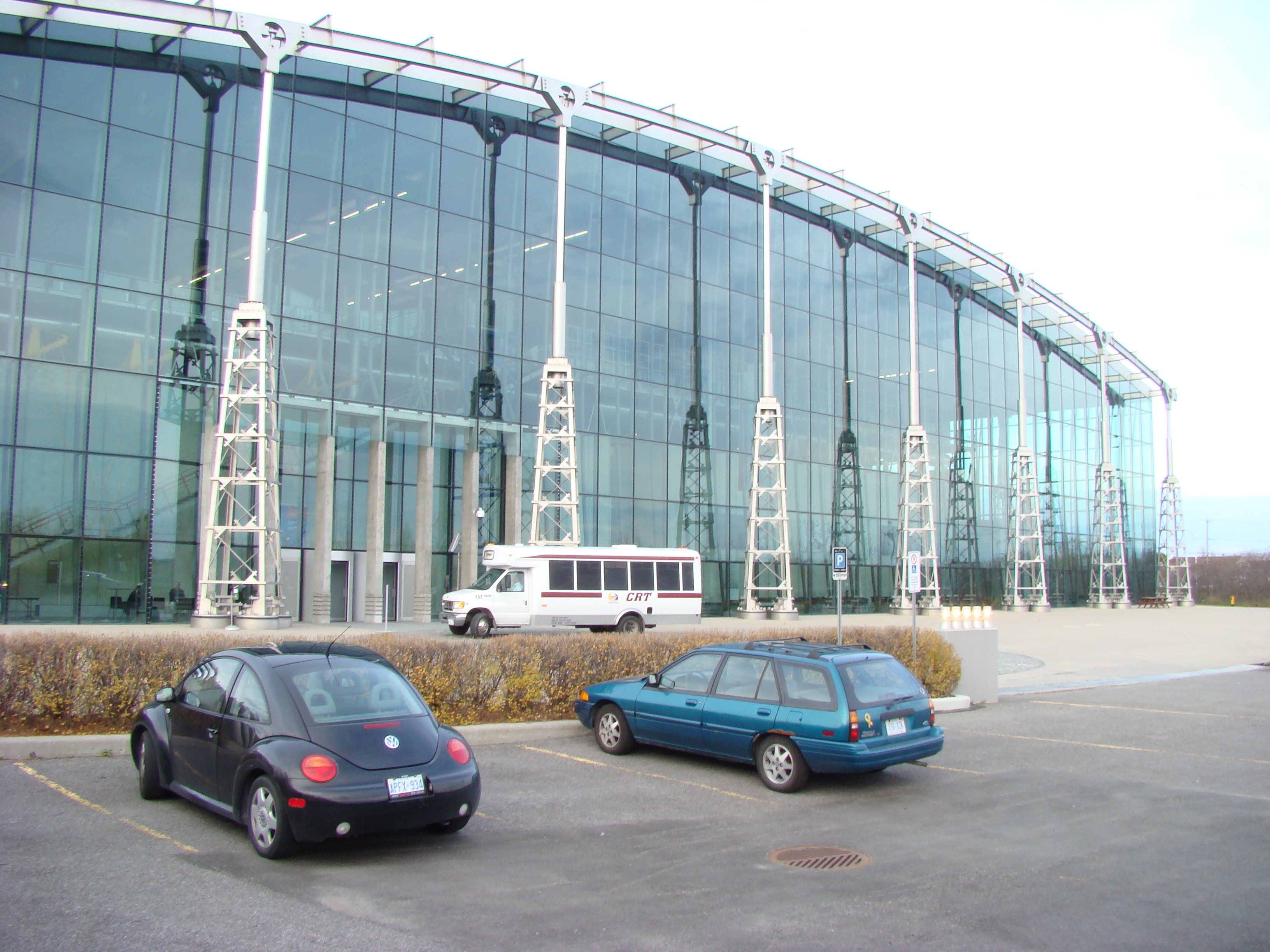
Centre de préservation à Gatineau.

La création des Archives nationales du Canada remonte à 1872, cinq ans après la Confédération canadienne, alors qu’une section est créée au sein du département de l’Agriculture pour la conservation des documents historiques. Ce n’est que quatre décennies plus tard, en 1912, que le service des Archives publiques est constitué par une loi du Parlement.
En 1948, W. Kaye Lamb est nommé archiviste du Dominion. En plus des fonctions associées à ce poste, il lui est aussi donné comme tâche d’organiser la création de la Bibliothèque nationale, c’est-à-dire une bibliothèque fondée par le gouvernement et ayant pour raison d’être de rassembler en une collection la somme des écrits publiés et non publiés sur son sol, y compris les textes gouvernementaux. Il faut attendre juin 1952 pour l’adoption de la loi sur la Bibliothèque nationale, qui devient effective au premier janvier suivant. À ce moment, W. Kaye Lamb est nommé Bibliothécaire national, tout en restant archiviste du Dominion. Le mandat officiel de la Bibliothèque nationale est de « se constituer un fonds national, gérer le dépôt légal et instaurer un contrôle bibliographique et des services bibliographiques nationaux». L’année 1967 est marquée par la fin de la construction du bâtiment édifié pour accueillir la Bibliothèque et les Archives nationales sur la rue Wellington à Ottawa, où on trouve aussi le Parlement du Canada, la Banque du Canada et la Cour suprême du Canada.
Le but de la Bibliothèque nationale du Canada était de récupérer, conserver et effectuer la curation du domaine littéraire canadien en acquérant tous les livres édités au pays et en les rendant accessibles au public. La Bibliothèque nationale du Canada devait donc procéder à la création d’une collection nationale de ressources diverses et de portée internationale pour renseigner les Canadiens sur leur pays et intégrer l’information nationale au réseau international pour ses utilisateurs. En procédant par dépôt légal, la Bibliothèque nationale du Canada se devait de recenser l’ensemble de la production littéraire et musicale réalisée par des Canadiens, publiée au Canada ou concernant ce pays. La Bibliothèque nationale du Canada a également créé la Bibliographie nationale du Canada, qui permet de recenser et d’identifier les Canadiana afin de rendre plus aisée la tâche des libraires, des bibliothécaires et des autres professionnels de l’information et du commerce du livre. Durant les quelque 50 années pendant lesquelles a opéré la Bibliothèque nationale, différents administrateurs généraux se succédèrent à sa tête : William Kaye Lamb, de 1953 à 1968 ; Guy Sylvestre, de 1968 à 1983 ; Marianne Scott, de 1984 à 1999 ; Roch Carrier, de 1999 à 2004.
En 2001, l’état de délabrement de la Bibliothèque nationale était si inquiétant que la nouvelle fit les manchettes. Des dégâts d’eau avaient provoqué la destruction de 25 000 documents et des problèmes de moisissures, de tuyaux endommagés et de manque d’espace menaçaient le reste de la collection nationale entreposés dans six bâtiments, si bien que l’administrateur de l’époque M. Carrier ainsi que la présidente de l’Association canadienne des bibliothèques avaient lancé un cri du cœur au gouvernement du premier ministre Jean Chrétien pour que la construction d’une nouvelle bibliothèque nationale devienne une priorité.
La Bibliothèque nationale du Canada a accumulé durant son existence la majeure partie de la vaste collection de Bibliothèque et archives du Canada : des millions de livres, de dessins, plans et cartes d’architecture et de photographies, de même que des documents gouvernementaux et privés, des œuvres d’art, des journaux, des enregistrements audio et vidéo qui viennent enrichir le patrimoine canadien.
Bibliothèque et Archives Canada est créé en 2004 grâce à la fusion de Bibliothèque nationale du Canada et des Archives nationales du Canada. L’unification de ces deux institutions est novatrice, ce qui fait de l’expérience canadienne un modèle pour d’autres pays qui voudraient entreprendre un projet similaire. Au moment de la création de la nouvelle institution, Ian Wilson devient le premier Bibliothécaire et archiviste du Canada. Daniel Caron lui succède en 2009, et en 2013, Daniel Caron, quitte son poste. Il est remplacé en 2014 par Guy Berthiaume. Ce dernier prend sa retraite le 29 août 2019. Le 27 mai 2019, Leslie Weir devient la première femme à prendre la tête de l'institution en tant que bibliothécaire et archiviste du Canada pour un mandat de quatre ans.

## Patrimoine documentaire autochtone
Dans le cadre de son cheminement vers la réconciliation, le gouvernement du Canada souhaite renouveler sa relation avec les peuples autochtones du Canada. Bibliothèque et Archives Canada s’inscrit et participe à ce cheminement, notamment en raison de sa mission qui est de préserver et de diffuser le patrimoine documentaire des Premières Nations, des Inuits et des Métis.
Ainsi, l'institution acquiert des fonds d’archives qui renferment la voix autochtone. Ces fonds rassemblent des archives gouvernementales, des archives privées et des documents publiés depuis 400 ans à propos des peuples autochtones du Canada. Entre autres, ces fonds d’archives sont utiles pour leur revitalisation culturelle, ainsi que pour leur généalogie, leur soutien et l’éducation des Autochtones et des Allochtones. Il est possible de consulter les fonds d’archives numérisés de Bibliothèque et Archives Canada portant sur les peuples autochtones sur le site Web de l'institution.
Les fonds d’archives notables de Bibliothèque et Archives Canada sont ceux de : Michel Noël, l’un des plus grands écrivains amérindiens francophones du Canada; de Charles Angus Cooke, l’un des premiers et l’un des seuls autochtones du XIXe siècle à être engagé par le ministère des Affaires indiennes; et d’Howard Adams, un activiste métis reconnu.

### Plan d'action de Bibliothèque et Archives Canada
À la suite de la publication du rapport final de la Commission de vérité et réconciliation du Canada en 2015, Bibliothèque et Archives Canada a élaboré, avec le Cercle consultatif autochtone, un plan d’action qui fut lancé en avril 2019. Ce plan doit notamment se conformer aux principes de la Déclaration des Nations Unies sur les droits des peuples autochtones. Prévoyant 28 mesures à mettre en place d’ici 2024, ce plan est décomposé en quatre catégories :   
- Changements institutionnels (mesures 1 à 9) ;
- Mobilisation et collaboration (mesures 10 à 14) ;
- Gestion des documents de Bibliothèque et Archives Canada relatifs aux Premières Nations, aux Inuits et à la Nation métisse (mesures 15 à 23) ;
- Promotion et soutien (mesures 24 à 28).

En décembre 2019, le rapport d’étape sur la progression des engagements de Bibliothèque et Archives Canada faisait état de 19 mesures en cours, 8 mesures amorcées et 1 mesure non commencée.

### Principes et initiatives
Outre les mesures prévues dans le Plan d’action, cinq principes dirigent Bibliothèque et Archives Canada dans ses initiatives autochtones. Les voici, accompagnés d’initiatives inspirées de ces principes :   

#### La collaboration
Pour favoriser la collaboration et la participation des peuples autochtones au développement de projets, Bibliothèque et Archives Canada a intégré des voix autochtones aux comités consultatifs et aux comités externes. Le Cercle consultatif autochtone en est un exemple.
De plus, depuis 2002, Bibliothèque et Archives Canada collabore au projet Un visage, un nom initié par le collège Nunavut Sivuniksavut en collaboration avec le gouvernement du Nunavut. Il a pour objectif, avec la participation du public, d’identifier les Inuits présents dans les archives photographiques, dont la description originale est trop vague pour permettre une recherche précise sur une personne, une famille ou une communauté, à l’aide du public. Ce projet aide également à la réconciliation entre les générations et à l’amélioration de la compréhension des Canadiens sur l’histoire autochtone. Au cours des années qui suivirent, le projet s’est étendu aux photos portant sur l’ensemble du Grand Nord canadien. C’est en 2015 qu’il se prolonge aux Premières Nations et aux Métis vivants au sud. Depuis les débuts du projet, quelque 12 000 photographies ont été numérisées et plus de 3 000 individus, lieux et événements ont été identifiés grâce à la participation du public. Somme toute, près de 12 millions de photographies d'Autochtones attendent encore d'être identifiées et décrites.

#### L'accessibilité
Nous sommes-là : voici nos histoires est un exemple d’initiative de numérisation des collections de Bibliothèque et Archives Canada portant sur les cultures et les langues autochtones. Ce projet prévoit l’accès en ligne gratuit et sans restriction aux documents numériques de la collection, ainsi que la création d’outils d’accès numériques pour valoriser et faciliter l’accès aux collections du patrimoine documentaire autochtones dans les communautés des Premières nations, des Inuits et des Métis,.
Écoutez pour entendre nos voix est une autre initiative qui permet la numérisation du patrimoine documentaire autochtone. Dans ce cas, les organisations autochtones sont admissibles à un financement pouvant aller jusqu'à 100 000 $ pour les projets de numérisation des enregistrements documentant les diverses cultures et langues autochtones.

#### La sensibilisation
Bibliothèque et Archives Canada a mis sur pied un programme de formation et d’apprentissage à l’intention de son personnel pour le sensibiliser aux enjeux, aux protocoles, aux réalités et aux cultures autochtones.

#### La transparence
Bibliothèque et Archives Canada favorise la présentation transparente des plans, des rapports et des documents liés aux peuples autochtones du Canada.

#### Le respect
Bibliothèque et Archives Canada favorise le respect des communautés autochtones du Canada, de leurs traditions et de leurs protocoles dans les projets de préservation et de diffusion de leur patrimoine documentaire.
Dans le cadre d’un projet de 12 millions de dollars, l'institution a embauché sept archivistes autochtones « qui parcourront le pays à la recherche de documents actuellement conservés dans les communautés» et pour capter leurs récits. Pour faire preuve de respect, les archives découvertes ne seront pas apportées à Ottawa. Elles seront plutôt conservées dans les communautés autochtones.

## Ādisōke

### Description
Bibliothèque et Archives Canada et la Bibliothèque publique d’Ottawa lancent en 2016 le projet de construction qui aura pour but de regrouper les deux institutions. La fusion entre une bibliothèque publique communautaire et une bibliothèque d’archives nationales offre d’autres possibilités au niveau du transfert de savoir. La nouvelle construction devrait ouvrir ces portes en 2026.
Le complexe sera construit au 555 rue Albert, dans le quartier des plaines LeBreton, au cœur de la ville d’Ottawa. La superficie de l’édifice sera de 132 000 pieds carrés. Il est important de rappeler que l’installation se situe sur le territoire traditionnel non cédé de la Nation algonquine Anishinābe qui vit sur ces terres depuis des temps immémoriaux.
Cette installation répond à différentes initiatives que Bibliothèque et Archives Canada se sont fixés dans le but de se réconcilier avec les peuples autochtones. L’équipe de la conception du projet a consulté les ainées et les membres de la Première Nation Kitigan Zibi Anishinabeg et de la Première Nation algonquine de Pikwàkanagàn afin de tisser des liens et d’inclure le savoir traditionnel autochtone dans le projet.
Le budget pour la construction du complexe s’élève à 193 millions de dollars, soit 104 millions pour la section de la Bibliothèque publique d’Ottawa, 71 millions pour la section de la Bibliothèque et Archives Canada ainsi que 18 millions pour la construction d’un stationnement souterrain. Afin de rendre l’installation carboneutre, le gouvernement fédéral fournit 34,5 millions de dollars supplémentaires. Les prévisions du nombre de visiteurs par année dans cet établissement s’élèvent à 1,7 million par année.

### Histoire
En 2012, le Conseil des bibliothèques publiques d’Ottawa met la priorité sur la rénovation de la bibliothèque centrale. Trois ans plus tard, le Conseil adopte l’idée de la création d’une nouvelle bibliothèque. En 2016, un partenariat se crée entre la Bibliothèque publique d’Ottawa et Bibliothèque et Archives Canada. Durant la même année, les avis de la population sont récoltés afin d’améliorer la future installation dans les services offerts. En février 2017, l’emplacement du futur édifice est officiellement défini. En 2019, les architectes commencent à façonner le projet et c’est le 23 janvier 2020 que le plan est révélé. En novembre 2020, le gouvernement du Canada fournit un financement afin d’améliorer la durabilité du site. Le 5 aout 2021, le nom Ādisōke est donné à la future construction par la Nation algonquine Anishinabeg, la Première Nation Kitigan Zibi Anishinabeg et la Première Nation algonquine de Pikwàkanagàn. Le 20 juin 2022, les fondations d’Ādisōke sont officiellement construites.  Le complexe qui devait initialement ouvrir à la fin de 2024 a dû être repoussé en 2026 à cause des répercussions de la pandémie de COVID-19.

### Le nom Ādisōke
La Nation algonquine Anishinabeg, la Première Nation Kitigan Zibi Anishinabeg et la Première Nation algonquine de Pikwàkanagàn donnent officiellement au complexe le nom Ādisōke. Le terme Ādisōke provient de la langue anishinābemowin et se traduit par : « l’art du récit ».Les autochtones perpétuent leurs traditions et leurs savoirs de manière orale à l’aide des récits. La bibliothécaire Leslie Weir affirme que « le nom est un aspect important, mais nous cherchons d’autres façons de nous assurer que leur langue soit très présente dans le bâtiment ».

### La participation des Premières Nations
L’avis des communautés algonquines de Pikwakanagan et de Kitigan Zibi a été central afin de rendre le projet plus inclusif et de permettre la mise en valeur de la culture des Premières Nations. Voici quelques exemples des idées introduites au projet:
Une plaque présentant une roue d’orientation sera installée à l’entrée principale afin de rappeler que le bâtiment se situe sur un territoire algonquin. Par la présence d’animaux et de symboles, la roue d’orientation joue un rôle important dans l’histoire des peuples. Dans l’entrée principale se trouvera également un message audio en dialectes algonquins qui accueillera les usagers.
Un espace sera aménagé pour rappeler la demeure traditionnelle des Algonquins, soit un chez-soi qu’ils nomment « wigwams ». Cet endroit permettra aux Autochtones de se réunir, de faire des activités et de créer des projets d’art et en tout genre. L’art autochtone sera également mis de l’avant dans l’édifice.
À la suite d’un travail de collaboration entre les communautés et les réalisateurs, l’installation présentera une vidéo éducative sur l’histoire et la culture algonquienne. Des postes d’écoute seront également installés dans le site pour permettre aux visiteurs de découvrir la culture et les traditions orales des peuples autochtones.
L’aménagement paysagé sera également diversifié à l’aide des communautés algonquines en intégrant des plantes ayant une signification traditionnelle.

### Guides de recherche
- Bibliothèque nationale du Canada. Canadiana 1867-1900, Monographies: la bibliographie nationale du Canada, édition sur microfiche: une introduction. Ottawa: Bibliothèque nationale du Canada, 1980. Texte, tête-bêche, en anglais et en français.  (ISBN 0-662-50823-8)
- Bibliothèque nationale du Canada. Guide du chercheur = Guide for Researchers. Ottawa: Minist[ère] des Approvissionnements et Services Canada, 1978. Texte, tête-bêche, en français et en anglais.  (ISBN 0-662-50046-6)
- Bibliothèque nationale du Canada. Le Dépôt légal à la [ainsi nommée à l'époque] Bibliothèque nationale du Canada = Legal Deposit at the [then named] National Library of Canada. Ottawa: National Library of Canada, 1982. Texte, imprimé tête-bêche, en français et en anglais.  (ISBN 0-662-52131-5)